# Stoney Middleton
Stoney Middleton è un villaggio e parrocchia civile dell'Inghilterra, appartenente alla contea del Derbyshire.